# HTHS粘度
HTHS粘度（HTHSV）とは、自動車用エンジンオイルの高温高せん断粘度（High Temperature High Shear Viscosity）のことである。

## 概要
10W-30、5W-50のようなSAE粘度、粘度指数に幅があるマルチグレードエンジン油には、粘度指数（VI）を向上させるために粘度指数向上剤という高分子ポリマー（VII・Viscosity Index Improver, Viscosity Modifier。代表的な化合物はポリメタクリレート、オレフィンコポリマー、スチレンオレフィンコポリマー、ポリイソブチレン）が添加されている。これらのポリマーはベースオイルの中で緩くからんだ糸くずのような形で溶解しており、油温が高くなるに連れて油の粘度は低下するが、「糸くず」が膨らんで流動抵抗を増してオイルの粘度低下を防ぐ。しかし、オイルが摺動部の狭い隙間でせん断を受けると、ポリマーは流れの方向に配向してオイルの粘度低下が起こる。軽度なストレス・せん断であれば、油温の低下とともに粘度も回復するが（一時的せん断）、せん断が過酷な場合は、ポリマー分子が破壊されて永久的な粘度の低下を起こす（二次的せん断）。これがいわゆる俗にいう「熱ダレ」という現象で、サーキット走行など過酷な状況に於いては焼き付きや過大摩耗、油圧の低下などの問題となる。
（潤滑油の粘度低下は他に、狭い隙間で高速でオイルが流れる際の発熱や、燃料の混入・燃料希釈も要因となる）
この事から、10W-50のような高粘度なマルチグレード油であっても、過酷なせん断を受けることによって10W-30程度までに粘度低下してしまう場合も想定され、要求する50番の高温動粘度が維持できない事もあり得る。また、劣化したポリマーはスラッジの要因となり、エンジンオイル、そしてエンジン内部を汚してしまう。そこで150℃での高熱、せん断による影響を受けた状態の実効粘度を評価する項目としてHTHS粘度規定が定められている。測定には一般的に、ローターを回転させるのにどの位のトルクが必要かを測定するTBS(Tapered Bearing Simulator)粘度計が用いられる。TBS法はASTM D4683に規定され、日本では石油学会法JPI－5S―36―91に取り入れられた。
HTHS粘度は高温高せん断状況下において低下した状態での粘度であり、高温高速な摺動面における実効粘度といえる。HTHS粘度が高いほど摺動面の摩耗量は少なく、高負荷にも対応できる。その反面、粘性抵抗が増え燃費が悪化する。現在では日米自動車メーカーを中心に0W-20や5W-20などの低粘度省燃費オイルが主流になってきており、それらのオイルではHTHS粘度も2.6m-2.8mPa•s前後と低粘度となっている。HTHS粘度は下げれば下げるほど省燃費に寄与するが2.6mPa•sを下回ると摩耗量が飛躍的に増加する為、現在の規格ではｘW-20の下限値は2.6mPa•sとなっている。その為、省燃費オイル開発においては150℃時のHTHS粘度を2.6mPa•s以上確保しつつ燃費への影響が大きいと言われる100℃におけるHTHS粘度(150℃ではなく100℃での計測値、動粘度ではない)を如何に低減するかも重要となっている。低減するにはベースオイルおよび粘度指数向上剤の選定が重要であり、この点は潤滑油メーカーが出している特許でも見られる。また粘度指数向上剤製造メーカーが出しているデータでも100℃におけるHTHS粘度と省燃費の関係に触れている。

## HTHS粘度の必要性
通常、日本の法定速度で巡航するにおいてはHTHS粘度はさほど重要でない。公道で法定速度の下で走行時の油温は安定時で80℃前後であるのに対し、いわゆる熱ダレが生じるような条件は油温120℃を超えてからといわれるからである。しかし、HTHS粘度が問題になる程の高負荷な条件の下で使用しないとしても、HTHS粘度が高いオイルは耐熱、耐せん断性だけでなく総合的に優れた潤滑性能を持つオイルであるといえ、耐磨耗の安全マージン、ロングライフなオイルを選ぶ上での判断基準になる。オイルの負荷と粘度の影響はストライベック曲線
に表せられるが、オイルは高温になるにつれ粘度が低く（軟らかく）なり、油膜が破断して金属表面が直接擦れる境界・混合潤滑状態の領域が増え摩耗が進みやすい。一般的に潤滑油は粘度が高く（硬く）なるほど油膜は破断し難くなる。それ故耐摩耗性では粘度を高くした方が有利であるが、粘度が高くなるとフリクションロス（摺動抵抗）が大きくなり、省燃費・レスポンスが悪くなる。仮に同じような素性のベースオイルで5W-30と10W-40のオイルがあれば、当然10W-40のオイルの方が油膜が強い反面、燃費の面では不利になる。しかし、優れたベースオイル・添加剤でフォーミュレーション（ブレンド）されたオイルでは、5W-30であっても10W-40より優れた耐熱性・耐せん断性を持たせることが可能である。それをHTHS粘度の値で判断することができる。また同じような素性のベースオイルの5W-50と15W-50のオイルを比較すれば、大抵15W-50の方が40℃、100℃動粘度、HTHS粘度も高い傾向にある。しかし、エンジン始動直後（コールドスタートまたはドライスタート）は5W-50の方がオイル回りが早いので単純にどちらがエンジン摩耗対策で有利かは決められない。
例えば、粘度指数が低い鉱物基油にポリマーを多量に添加して処方した10W-40のオイルと、高粘度指数の合成基油に少量のポリマーを加えて5W-30に処方したオイルを比較すると、SAEの高温側（100℃）粘度では10W-40の鉱物油の方が高い粘度を示すが、150℃下においては5W-30の合成基油を用いたオイルの方が、高い粘度を維持できる場合がある。これは10W-40の鉱物油のオイルはポリマーがせん断され、粘度低下を起こしたことによる。
（必要以上にHTHS粘度を上げると燃費の面で不利になることから、用途に応じての見極めが必要になる）
HTHS粘度は容器に表示されることは少ないが、情報公開が進むアメリカおいてはホームページにのプロダクトシートにて公表している。日本では前のレッドラインの正規輸入代理店（旧レッドライン西東京・現 NEOの輸入元であるアドバンテージ。現在のレッドラインの輸入元である日本レッドラインは、HPの問い合わせフォームで対応している）やFET（エフイーティー 現 エンジンオイル事業から撤退）など、ごく一部の業者がカタログ・パンフレットの代表性状の覧にHTHS粘度を記載していたが、一般的には非公表が多い。キグナス石油のエンジンオイル、バーンシリーズ（日本サンオイル製・SUNOCO）は、サイトの商品紹介ページの比較表にてHTHS粘度を公表している数少ない例である。エクソンモービルも一部グローバルに販売しているオイルに限り、サイトのプロダクトシートをPDFにて公表しているが、容器やカタログ、サイトの製品紹介のページには記載されていない。HTHS粘度の認知度が低いからであるといえる。一般的にドーナツマークを取得したAPI（Eolcs）正式認証オイルやACEA規格の認証、メーカーアプルーバル規格の表記があれば、最低でもその粘度や規格のHTHS粘度基準を満たしているといえる。

## 規格別HTHS粘度規定
SAE規格
- （×W-20）2.6mPa•s以上
- （×W-30）2.9mPa•s以上
- （0W,5W,10W-40）3.5mPa•s以上※
- （15W,20W,25W-40）3.7mPa•s以上
- （×W-50）3.7mPa•s以上
- （×W-60）3.7mPa•s以上

※ 0W,5W,10W-40のHTHS粘度は2.9mPa•s以上であったが、2007年に3.5mPa•s以上に引き上げられた。
API規格
基本SAE規格に準じる。ただし以下のディーゼル規格では別途要求される。
- （CJ-4・CI-4・CI-4plus）3.5mPa•s以上

JASO T903
- MA、MA1、MA2、MB全ての摩擦特性、粘度において2.9mPa•s以上

※MAはせん断安定性に優れたオイルという通説があるが、そのような規定はされていない。
ACEA 2008
- （A1）2.9-3.5mPa•s（xW-20のみ2.6mPa•s以上）
- （A3）3.5mPa•s以上
- （A5）2.9-3.5mPa•s

## 欧州自動車メーカーアプルーバル規格
欧州ではドイツのアウトバーンなどでの高速運転をも想定しているため、アメリカや日本の標準的なエンジンオイルの規格であるAPI規格や、ILSAC規格とは異なる処方である。相対的にディーゼル車の比率が高いため、ガソリン／ディーゼル兼用のユニバーサルオイルの比率が高くなる。但し、DPF付きディーゼルエンジン向けである、ACEA C2／C3規格の低硫酸灰分、リン分、硫黄分オイル（Low SAPSオイル）や商用ディーゼル向けであるACEA E規格の一部を除き、ACEA規格ではAPIやILSACのように触媒・排ガスに悪影響を及ぼす燐・亜鉛・硫黄系添加剤の含有量は報告のみで数値による規制はない。しかしメーカーによってメーカーアプルーバルで規制値を設けている場合もある。また0W-20のような低粘度省燃費オイルは殆ど見られない。その反面ロングドレインと高負荷に対応すべく、精製度合いの低い鉱物油の使用を認めず、高度に精製された鉱油(一般的にはVHVIやグループ3基油と呼ばれるもの)が最低限要求され、その他PAOやXHVIなどの高品質基油をベースとしたオイルの指定が一般的に普及しており、HTHS粘度も高い数値を示す。
例としてACEA及び欧州自動車メーカーのロングライフ規格の認証を得るモービル1ESP（Emission System Protection）のデーターを示す（API規格は相当規格、ILSACの仕様には準じず）。
前述したように、欧州では過酷な使用の下での走行に備えるため、日米の様な×W-20といったオイルの低粘度化は進んでいない。また、添加剤の配合規制だけでなく、従来排気ガス中のHCの規制も緩かったため、積極的にエンジンオイルを消費（燃焼）させて、摺動部の摩耗を防ごうとするエンジンデザインを採用してきた。しかし、欧州でも高まる排ガスの浄化や省燃費の気運を受け、従来10W-40や15W-50といった高粘度なオイルがスタンダードな規格であったが、0W-30や5W-30といった低粘度オイルが主流になってきている。耐久性はトレードオフとして犠牲にできないため、耐熱耐・耐せん断に優れ、低蒸発性である化学合成油の使用に限定し、5W-30でありながらBMW LL04やMB Seet No.229.51、VW504.00などの規格はHTHS粘度を3.5mPa•s以上の規定を設けている（VW・AUDIは2002年に0W-30の粘度規定である503.00、スポーツ車用として一部0W-40の503.01規格の指定を始めたが、その後ロングドレインと直噴ターボ・TSIに対応するためVW504では5W-30に統一された。なおVW503.0×は規格廃止となりVW503.0×を認証していたオイルからも表記が消える事となった。503.00および503.01はどちらも504で代替可能である。なお504はDPF装着ディーゼル車に対応する507とセットとなっておりVW504/507表記となる。これによりVW・AUDIのほとんどの車両は一種類のエンジンオイルで済ませる事が可能となった）。
- Mobil 1 ESP Formula 5W-30

（アプルーバル規格）
- BMW Longlife 04
- MB-Approval 229.31/229.51
- Volkswagen (Gasoline / Diesel) 504.00 / 507.00
- Porsche C30
- Chrysler MS-11106
- Peugeot/Citroën Automobiles B71 2290E - Level 3・D- Level 3
- AvtoVAZ Group "Luxe"
- AAE Standard STO 003-05, Group B6

（認証規格）
- ACEA C2/C3, A3/B3, A3/B4
- ACEA (Meets Engine Test Requirements) A5/B5
- API (Meets Engine Test Requirements) SL / SM
- API CF
- JASO DL-1-08

（性状）
- SAE粘度 5W-30
- 動粘度 40°C 72.8 ・100°C 12.1cSt
- 粘度指数 164
- 灰分 0.6 %
- HTHS粘度 3.58 mPa•s（150°C）

注目すべき点として5W-30にもかかわらずHTHS粘度は3.58mPa•sを示し、10W-40のHTHS粘度の範疇に値する（SAE・APIの規定では＃30のオイルのHTHS粘度規定値は2.9mPa•s以上） 。SAE の高温側の100℃下粘度では12.1cstで規格内の9.3 ＜12.5cstに収まっており、通常走行での粘性抵抗は高粘度オイルのように大きくはない。
比較のために日本で販売されているモービル1 5W-30 FPと同等であるUSA製モービル1の代表性状を示す。
- USモービル1　5W-30[リンク切れ]

（性状）
- SAE粘度 5W-30
- 動粘度 40°C 63.1 ・100°C 11.1cSt
- 粘度指数 170
- 灰分 1.0 %
- HTHS粘度 3.13mPa•s（150°C）

アメリカでは最新欧州規格に準じない5W-30粘度のロングライフモービル1 エクステンドパフォーマンスが併売されている。こちらは省燃費規格であるAPI EC・ILSAC GF-4の認証を得るため、HTHS粘度は3.2mPa•sで100℃動粘度も 11.2cStに収まっている。
- Extended Performance 5W-30

（認証規格）
- ILSAC GF-4
- API SM,SL,SJ,EC,CF SM,SL,SJ,EC,CF
- ACEA A1/B1,A5/B5 A3/B3,A3/B4

（性状）
- SAE粘度 5W-30
- 動粘度 40°C 64.4 ・100°C 11.2cSt
- 粘度指数 168
- 灰分 1.0 %
- HTHS粘度 3.2mPa•s（150°C）